# Gregoor van Dijk
Gregoor van Dijk (ur. 16 listopada 1981 w Groningen) – holenderski piłkarz występujący na pozycji pomocnika. Obecnie jest zawodnikiem klubu AEK Larnaka. Jest kapitanem tego zespołu.

## Kariera
Van Dijk zawodową karierę rozpoczynał w klubie FC Groningen. W Eerste Divisie zadebiutował 21 listopada 1998 w wygranym 3:0 meczu z Go Ahead Eagles. W sezonie 1998/1999 w lidze zagrał trzy razy, ale od początku następnego był podstawowym graczem Groningen. W tamtym sezonie awansował z klubem do Eredivisie. W tych rozgrywkach pierwszy występ zanotował 20 sierpnia 2000 przeciwko Willem II Tilburg (0:0). 6 września 2000 w wygranym 1:0 spotkaniu z De Graafschap zdobył pierwszą bramkę w trakcie gry w Eredivisie. W Groningen grał do końca sezonu 2000/2001.
Latem 2001 roku przeszedł do innego pierwszoligowca - Rody Kerkrade. Pierwszy ligowy występ zanotował tam 8 września 2001 w przegranym 0:1 pojedynku z De Graafschap. W Rodzie grał przez pięć lat. W tym czasie rozegrał tam 130 ligowych spotkań i zdobył nich 10 bramek.
W 2006 roku podpisał kontrakt z klubem FC Utrecht, również grającym w Eredivisie. W tych rozgrywkach pierwszy ligowy mecz dla Utrechtu zaliczył 19 sierpnia 2006 przeciwko Willem II Tilburg (1:2). Od czasu debiutu był podstawowym graczem Utrechtu.
W 2010 roku van Dijk został piłkarzem AEK Larnaka.

## Życie prywatne
Gregoor van Dijk jest synem byłego piłkarza i trenera - Jana van Dijka. Gregoor ma również brata - Dominique'a van Dijka, który występuje w Go Ahead Eagles.